# Sông Onon
Sông Onon hay Onon gol (tiếng Mông Cổ: Онон гол, tiếng Nga: Онон река) là một con sông tại Mông Cổ và Nga với chiều dài khoảng 818 km và lưu vực 94.010 km². Nó bắt nguồn từ sườn phía đông dãy núi Khentii. Trong khoảng 298 km nó chảy trong địa phận Mông Cổ. Nó hợp lưu với sông Ingoda để tạo thành sông Shilka.
Một nơi gần thượng nguồn sông Onon được cho là nơi Thành Cát Tư Hãn đã sinh ra và lớn lên.
Dòng chảy của ba con sông Onon—Shilka—Amur tạo thành một trong số mười con sông dài nhất thế giới (818 km + 560 km + 2.874 km).